# Províncias da Coreia do Norte
Província é a divisão de primeiro nível na Coreia do Norte, e existem 9 províncias: 
Chagang, Hamgyong Norte, Hamgyong Sul, Hwanghae Norte, Hwanghae Sul, Kangwon, Pyongan Norte, Pyongan Sul e Ryanggang.

## História
Embora os detalhes da administração local tenham mudado drasticamente ao longo do tempo, o esboço básico do atual sistema de três camadas foi implementado sob o reinado de Gojong em 1895. Um sistema similar também permanece em uso na Coreia do Sul.
Uma província (도, 道) são as divisões administrativas mais bem classificadas da Coreia do Norte. As províncias têm status igual às cidades especiais.

## Lista de províncias
As populações listadas para cada província são do Censo 2008 da Coreia do Norte. A partir deste censo, existem 702 372 pessoas adicionais que vivem em campos militares.
| Nome           | Chosongul | Hancha   | ISO   | População | Área (km²) | Densidade (/km²) | Capital   | Região   |
| -------------- | --------- | -------- | ----- | --------- | ---------- | ---------------- | --------- | -------- |
| Chagang        | 자강도    | 慈江道   | KP-04 | 1,299,830 | 16,765     | 77.5             | Kanggye   | Kwanso   |
| Hamgyong Norte | 함경북도  | 咸鏡北道 | KP-09 | 2,327,362 | 15,980     | 145.6            | Chongjin  | Kwanbuk  |
| Hamgyong Sul   | 함경남도  | 咸鏡南道 | KP-08 | 3,066,013 | 18,534     | 165.4            | Hamhung   | Kwannam  |
| Hwanghae Norte | 황해북도  | 黃海北道 | KP-06 | 2,113,672 | 8,153.7    | 259.2            | Sariwon   | Haeso    |
| Hwanghae Sul   | 황해남도  | 黃海南道 | KP-05 | 2,310,485 | 8,450.3    | 273.4            | Haeju     | Haeso    |
| Kangwon        | 강원도    | 江原道   | KP-07 | 1,477,582 | 11,091     | 133.2            | Wonsan    | Kwandong |
| Pyongan Norte  | 평안북도  | 平安北道 | KP-03 | 2,728,662 | 12,680.3   | 215.2            | Sinuiju   | Kwanso   |
| Pyongan Sul    | 평안남도  | 平安南道 | KP-02 | 4,051,696 | 11,890.6   | 340.7            | Pyongsong | Kwanso   |
| Ryanggang      | 량강도    | 兩江道   | KP-10 | 719,269   | 13,880     | 51.8             | Hyesan    | Kwannam  |